# Not Dark Yet
"Not Dark Yet" es una canción compuesta por el músico estadounidense Bob Dylan, publicada en su álbum de estudio de 1997 Time Out of Mind y extraída como primer sencillo del respectivo disco el 2 de marzo de 1998.
El tema mantiene una lírica simple, lejos del estándar particular en las canciones de Dylan, en la que un hombre parcialmente resignado revisa su vida, con versos como:

"Well, I've been to London and I've been to gay Paree / I followed the river and I got to the sea / I've been down on the bottom of a world full of lies / I ain't lookin' for nothin' in anyone's eyes / ...Sometimes my burden seems more than I can bear."

Lo cual puede traducirse al español como:

"He estado en Londres y también en el alegre Paris, / Seguí el río hasta llegar al mar, / He alcanzado el fondo de un mundo lleno de mentiras, / No estoy buscando nada en los ojos de nadie, / A veces mi carga es más pesada de lo que puedo soportar."

"Not Dark Yet" también aparece en el álbum The Passion of the Christ: Songs Inspired By, y fue incluida en la banda sonora de Wonder Boys (2000). Asimismo, aparece en el documental de 2005 Why We Fight.

## Lista de canciones

### "Not Dark Yet" CD (COL 665443 2)
1. "Not Dark Yet" - 6:29
2. "Tombstone Blues" (Live) - 6:26
  - Grabado en directo en el House of Blues de Atlanta el 4 de agosto de 1996
3. "Ballad of a Thin Man" (Live) - 8:47
  - Grabado en directo en el House of Blues de Atlanta el 4 de agosto de 1996
4. "Boots of Spanish Leather" (Live) - 6:35
  - Grabado en directo en el House of Blues de Atlanta el 3 de agosto de 1996

### "Not Dark Yet" 2-track CD (COL 665443 1)
1. "Not Dark Yet" - 6:29
2. "Tombstone Blues" (Live) - 6:26
  - Grabado en directo en el House of Blues de Atlanta el 4 de agosto de 1996

### Not Dark Yet: Dylan Alive! Vol. 2Japanese EP
1. "Not Dark Yet"
2. "Boots of Spanish Leather" (Live)
  - Grabado en directo en el House of Blues de Atlanta el 3 de agosto de 1996
3. "Tears of Rage" (Live)
4. "Señor (Tales of Yankee Power)" (Live)